# Efraín Amador Piñero
Efraín Amador Piñero (n. 1947) es un guitarrista, laudista, compositor y profesor cubano. Él se ha dedicado a investigar sobre los estilos de ejecución del “laúd cubano” y el “tres”, y ha creado varios métodos de studio y numerosas composiciones para esos instrumentos.

## Formación académica
Amador comenzó a estudiar guitarra en el Conservatorio Municipal de La Habana (Amadeo Roldán) con el reconocido profesor Isaac Nicola y se graduó en 1970 en la Escuela Nacional de Artes. Más tarde continuó sus estudios de guitarra en el Instituto Superior de Arte con los profesores Nicola y Leo Brouwer, así como composición musical con José Ardévol, Roberto Valera y José Loyola. En 1981 él recibió un Doctorado del Instituto Superior de Arte. Amador también recibió instrucción de posgrado de los distinguidos guitarristas Alirio Díaz y Antonio Lauro.

## Obra
Efraín Amador ha sido reconocido por haber logrado la inclusión de las técnicas de interpretación del laúd y el tres cubanos en los programas académicos de las escuelas de arte en Cuba.
Él ha colaborado estrechamente con su esposa Doris Oropesa en numerosas presentaciones 
y ha servido durante muchos años como profesor en el Instituto Superior de Arte (ISA).

## Composiciones musicales
Su amplio catálogo de composiciones incluye:
Coro
- Oye pionerito, coro infantil

- Pobre niño siboney, coro infantil

- En un rincón de Viet Nam, coro infantil, 1968

- Canción del siglo, coro mixto

- He recorrido, coro infantil; 1969

- Un río es un niño, 1973, coro infantil

Coro y Orquesta
- Tríptico, 1978

Guitarra
- Cuatro comentarios sobre Leo Brouwer, 1970

- Suite para un cacique, 1972

- Invención núms. 1-5

- Contrapuntos cubanos y Guajira, 1975

- Estudio para la mano izquierda, 1976

- Dos estudios con el dedo quinto y Preludio con tumbao, 1976

- Differencias sobre tres temas cubanos, 1977

- Fantasía del son, Fantasía y Son de la mano diestra, 1981

- Preludio espirituano núms. I y II, 1987

- Estudio en Mi menor, 1988

Guitarra y piano
- Canto latinoamericano

Laúd
- Escuela del laúd campesino, 1983-1986

- Son para un amigo, 1985

- Cuatro preludios, 1995-1996

- Concierto, para laúd y orquesta de guitarra, 1988-1989

Laúd y piano
- Fantasía guajira, laúd, guitarra y piano, 1983-1984

- Suite campesina núm. 1, 1984-1985

- De lo real maravilloso (Homenaje a José Manuel Rodríguez), 1986-1987

Tres
- Escuela del tres cubano, 1986

- Regreso a mi tres, 1986

- Rondó campesino, 1986

- Primavera en Estocolmo, 1991

- Variaciones sobre aires sureños, 1992

- Estudio en estilo barroco, 1998

Tres y piano
- Guanabaquiste, 1986

- Variaciones para amanecer, 1998

- Tres y orquesta

- Concierto, tres y orquesta sinfónica, 1987-1988

- Concierto para amanecer, orquesta de guitarra, 1991

- Violín and piano

- Sonata amanecer, 1986

- Voz y guitarra

- Al final del año de la alegría, Traza prodigios

- Tarde es para el árbol

- Tal vez una canción de amor

- Y las palabras, textos: Alex Fleites, 1979-1980

- Celia, 1980, texto: Efraín Amador

- Poema para dos, texto: Alex Fleites

- Días de Etiopía, texto: Nelson Herrera Ysla, 1981

Voz y piano
- Para la palma una nave, 1976